# Van der Madeweg metróállomás
A 'Van der Madeweg metróállomás az amszterdami metró 50-es, 53-as és 54-es metróvonalának egyik állomása, 1977. október 15-én nyitották meg. 1997 óra áll meg itt az 50-es metró, előtte csak a másik kettő megállója volt. Egyike a négy megállónak az amszterdami metró vonalain, ahol három metró is megáll, az 50-es és az 53-as metróvonalak egyetlen találkozási pontja.
Az állomás eredeti neve Duivendrecht volt, a mai elnevezését 1993-ban kapta meg, mikor egy azonos nevű vonatállomást felépítettek néhány száz méterre. A legközelebbi állomások a Duivendrecht vasútállomás, illetve az Overamstel, a Spaklerweg és a Venserpolder metróállomások. Csak az N85-ös éjszakai busz áll meg itt, nincsenek más átszállási kapcsolatok.

## Átszállási kapcsolatok
| 50 (Isolatorweg ↔ Gein)             |                        |                         |
| 53 (Centraal Station ↔ Gaasperplas) |                        |                         |
| 54 (Centraal Station ↔ Gein)        |                        |                         |
| Állomás                             | Átszállási kapcsolatok | Fontosabb létesítmények |
| Van der Madeweg                     | N85                    | PI-school De Pionier    |